# Seznam renderovacích jader prohlížečů
Přehled renderovacích jader prohlížečů:

## Grafické
- Blink – především prohlížeče postavené na Chromiu, např.: Google Chrome, Opera, Microsoft Edge a Maxthon Cloud (jádro založené na WebCore)– aktivní
- EdgeHTML – dříve Microsoft Edge, nyní UWP aplikace – aktivní
- Flow – prohlížeč Flow Browser – aktivní
- Gecko – využívané v aplikacích Mozilla (především Firefox) – aktivní
- Goanna – prohlížeč Pale Moon, Basilisk (vycházející z Firefoxu) – aktivní
- GtkHTML – pro Novell Evolution a jiné GTK+ programy – neaktivní
- Gzilla – pro Gzilla a Dillo – aktivní
- iCab – pro prohlížeč iCab – neaktivní
- KHTML – pro prohlížeč Konqueror (viz též WebCore) – neaktivní
- NetSurf – jádro pro prohlížeč RISCOS – aktivní
- Presto – jádro prohlížeče Opera verze 7-12, Macromedia Dreamweaver MX a MX 2004 (Mac) a Adobe Creative Suite 2 – neaktivní
- Servo – experimentální jádro prohlížeče společností Mozilla a Samsung[1] – aktivní
- Tasman – pro Internet Explorer pro Mac – neaktivní
- Trident – pro Microsoft Internet Explorer v Microsoft Windows – neaktivní
- Tkhtml – používaný hv3. – neaktivní
- WebCore (součástí WebKit) – pro Safari, Maxthon 3, OmniWeb, Shiira a Swift (jádro založené na KHTML) – aktivní

## Textové
- Lynx
- Links

## Historické
- Elektra – pro Operu 4–6
- Mariner – nedokončený projekt pro Netscape Communicator 5